# Ипира
Ипира (порт. Ipira) — муниципалитет в Бразилии, входит в штат Санта-Катарина. Составная часть мезорегиона Запад штата Санта-Катарина. Входит в экономико-статистический микрорегион Конкордия. Население составляет 5281 человек на 2006 год. Занимает площадь 3023,659 км². Плотность населения — 35,1 чел./км².

## История
Город основан 14 июля 1963 года.

## Статистика
- Валовой внутренний продукт на 2003 год составляет 39 108 811,00 реалов (данные: Бразильский институт географии и статистики).
- Валовой внутренний продукт на душу населения на 2003 год составляет 7518,03 реалов (данные: Бразильский институт географии и статистики).
- Индекс развития человеческого потенциала на 2000 год составляет 0,804 (данные: Программа развития ООН).